# Chalcodermus calidus
Chalcodermus calidus – gatunek chrząszcza z rodziny ryjkowcowatych.

## Zasięg występowania
Ameryka Południowa i Północna, notowany w Brazylii, Gujanie Francuskiej, Meksyku, oraz w Panamie.

## Budowa ciała
Przednia krawędź pokryw nieznacznie szersza od przedplecza, boczne krawędzie lekko zbiegają się ku sobie. Na ich powierzchni grube punktowanie oraz podłużne żeberkowanie. Przedplecze szerokie, okrągławe w zarysie w tylnej części, z przodu mocno zwężone; na jego powierzchni rysunek z nieregularnych, gęsto ułożonych i dość płytkich bruzd.
Ubarwienie ciała czarne, z wyraźnym złotym połyskiem.